# Autoroute A5 (Portugal)
Pour les articles homonymes, voir Autoroute A5.
L'autoroute portugaise A5 relie Lisbonne à Cascais en passant par Oeiras et Estoril.
Sa longueur est de 25 kilomètres. Elle fut la première autoroute à être construite et mise en service au Portugal.

## Péage
Cette autoroute est payante (concessionnaire: Brisa). Un trajet Lisbonne-Cascais pour un véhicule léger coute 1€50.

## Historique des tronçons
| Tronçon                             | État              | km   |
| ----------------------------------- | ----------------- | ---- |
| Lisbonne - Stade National () (CREL) | En service (1944) | 8,1  |
| Stade National () (CREL) - Cascais  | En service (1991) | 16,9 |

## Trafic
| Section                           | Trafic en 2010 (véhicules/jour) |
| --------------------------------- | ------------------------------- |
| Stade National () (CREL) - Oeiras | 122311                          |
| Oeiras - Carcavelos               | 79566                           |
| Carcavelos - Estoril              | 52482                           |
| Estoril - Alcabideche             | 37701                           |
| Alcabideche - Cascais-Est         | 34447                           |
| Cascais-Est - Cascais-Ouest       | 31163                           |

## Capacité
| Section                 | Capacité | Longueur |
| ----------------------- | -------- | -------- |
| Lisbonne - Carnaxide    |          | 5 km     |
| Carnaxide - Alcabideche |          | 18 km    |
| Alcabideche - Cascais   |          | 2 km     |

## Itinéraire

Carte de l'A5

| Sorties                           | Villes                              |
| --------------------------------- | ----------------------------------- |
| 01                                | Benfica Pont du 25 avril            |
| 02                                | Monsanto                            |
| 03                                | Alfragide                           |
| 04                                | Buraca (CRIL) Algés (CRIL)          |
| 05                                | Carnaxide Linda-a-Velha             |
| 06                                | Queijas Queluz (CREL) Caxias (CREL) |
| Aire de service de Oeiras (km 10) |                                     |
| 07                                | Porto Salvo Oeiras                  |
| 08                                | São Domingos de Rana Carcavelos     |
| Péage de Carcavelos               |                                     |
| 09                                | Estoril                             |
|                                   | Sintra                              |
| 10                                | Alcabideche Cascais-Est             |
| 11                                | Trafic local                        |
| 12                                | Cascais-Ouest                       |